# Arrondissement de Saint-Jean-de-Maurienne
L'arrondissement de Saint-Jean-de-Maurienne est une division administrative française, située dans le département de la Savoie et la région Auvergne-Rhône-Alpes.

## Composition

L'arrondissement en région Auvergne-Rhône-Alpes.

### Découpage cantonal depuis 2015
Liste des cantons de l’arrondissement de Saint-Jean-de-Maurienne :
- canton de Modane ;
- canton de Saint-Jean-de-Maurienne ;
- canton de Saint-Pierre-d'Albigny (fraction).

### Découpage communal depuis 2015
Depuis 2015, le nombre de communes des arrondissements varie chaque année soit du fait du redécoupage cantonal de 2014 qui a conduit à l'ajustement de périmètres de certains arrondissements, soit à la suite de la création de communes nouvelles. Le nombre de communes de l'arrondissement de Saint-Jean-de-Maurienne est ainsi de 62 en 2015, 62 en 2016, 56 en 2017 et 53 en 2019.
Au 1er janvier 2024, l'arrondissement groupe les 53 communes suivantes :
1. Aiton
2. Albiez-le-Jeune
3. Albiez-Montrond
4. Argentine
5. Aussois
6. Avrieux
7. Bessans
8. Bonneval-sur-Arc
9. Bonvillaret
10. La Chambre
11. La Chapelle
12. Les Chavannes-en-Maurienne
13. Épierre
14. Fontcouverte-la-Toussuire
15. Fourneaux
16. Freney
17. Jarrier
18. Modane
19. Montgilbert
20. Montricher-Albanne
21. Montsapey
22. Montvernier
23. Notre-Dame-du-Cruet
24. Orelle
25. Saint-Alban-des-Villards
26. Saint-Alban-d'Hurtières
27. Saint-André
28. Saint-Avre
29. Saint-Colomban-des-Villards
30. Saint-Étienne-de-Cuines
31. Saint François Longchamp
32. Saint-Georges-d'Hurtières
33. Saint-Jean-d'Arves
34. Saint-Jean-de-Maurienne
35. Saint-Julien-Mont-Denis
36. Saint-Léger
37. Sainte-Marie-de-Cuines
38. Saint-Martin-d'Arc
39. Saint-Martin-de-la-Porte
40. Saint-Martin-sur-la-Chambre
41. Saint-Michel-de-Maurienne
42. Saint-Pancrace
43. Saint-Pierre-de-Belleville
44. Saint-Rémy-de-Maurienne
45. Saint-Sorlin-d'Arves
46. La Tour-en-Maurienne
47. Val-Cenis
48. Val-d'Arc
49. Valloire
50. Valmeinier
51. Villarembert
52. Villargondran
53. Villarodin-Bourget

## Démographie
En 2022, l'arrondissement comptait 42 629 habitants.
| 1968   | 1975   | 1982   | 1990   | 1999   | 2006   | 2011   | 2016   | 2021   |
| ------ | ------ | ------ | ------ | ------ | ------ | ------ | ------ | ------ |
| 46 416 | 42 413 | 42 323 | 41 193 | 41 607 | 44 039 | 44 204 | 43 091 | 42 689 |

| 2022   | - | - | - | - | - | - | - | - |
| ------ | - | - | - | - | - | - | - | - |
| 42 629 | - | - | - | - | - | - | - | - |